# Quarzsand

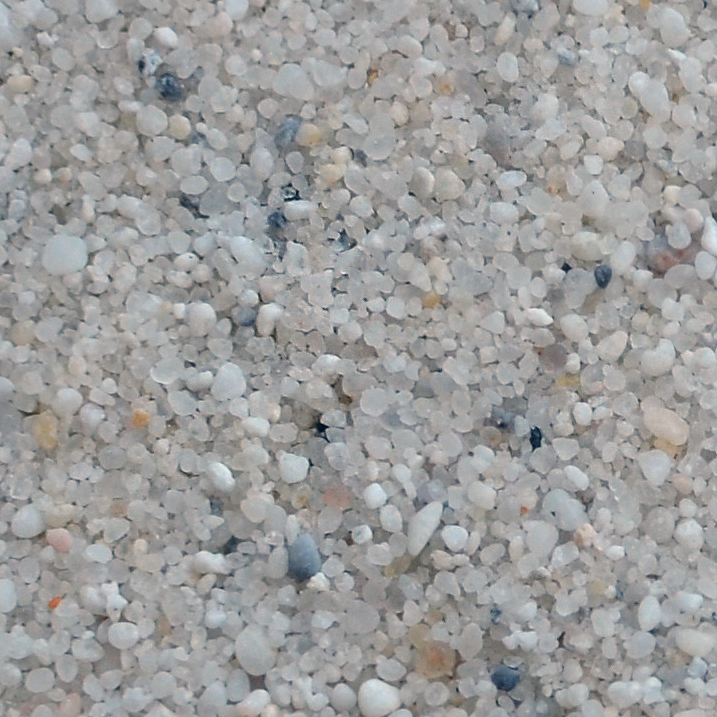
Großaufnahme von Quarzsand aus Uhry („Weiße Sande von Uhry“)

Quarzsand bezeichnet einen Typ von Sand, der überwiegend aus Quarzkörnern besteht. Allgemeinsprachlich und in technischem Zusammenhang werden damit jedoch meist Sande bezeichnet, die nahezu ausschließlich aus Quarzkörnern bestehen.

## Verwendung

### Fertigende Industrie
Weitgehend reine Quarzsande werden vor allem in der Glasindustrie zur Herstellung von Flach- (Float) und Hohlglas eingesetzt. Nur eisenarme Sande (weniger als 0,03 Gew.-% Fe2O3) sind für die Herstellung von Weißglas geeignet. In den Schmelzöfen werden überwiegend feine Sande mit einer Korngröße von 0,1 bis 0,5 mm und einer Restfeuchte von weniger als 5 % Wasser (sogenannter Feuchtsand) eingesetzt, da kleine Korngrößen ein homogeneres Gemisch, insbesondere im Hinblick auf färbende Zusätze, ermöglichen und Wasser den Schmelzpunkt verringert.
Verwendung findet reiner Quarzsand auch bei der Herstellung von Keramik, bei der Emaillierung, in Glasfasern, in der chemischen Industrie, in Schleif- und Putzmitteln, in Gießereien als Werkstoff für das Sandformverfahren, als Magerungsmittel, als Füllstoff (z. B. in Quarzsandhandschuhen) sowie als Strahlsand und Bremssand. Zudem auf Rasenflächen (Golfplätze, Fußballplätze) zum ebnen und besseren Drainage.

### Frac Sand

Vorkommen altpaläozoischer Quarzsande im nördlichen Mittelwesten der USA:
Jordan-, Wonewoc- und Mount-Simon-Formation
St.-Peter-Formation

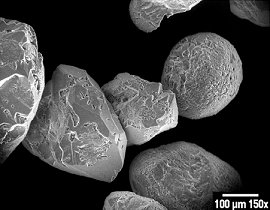
Ottawa Silica Sand aus Illinois unter dem Elektronenmikroskop

Mittel- bis grobkörniger, reiner Quarzsand mit hohem Kornrundungsgrad wird als Stützmittel (englisch proppant) für die Erdöl- und Erdgasförderung mittels Fracking benötigt. Für diesen Frac Sand gilt in den USA der sogenannte Ottawa Silica Sand oder Northern White, der aus schwach verfestigten Sandsteinen u. a. der kambro-ordovizischen Jordan-Formation und der ordovizischen St.-Peter-Formation in Minnesota, Wisconsin und Illinois gewonnen wird, als Standard. Weniger bedeutende Vorkommen werden von stratigraphischen Äquivalenten dieser Formationen in Oklahoma, Arkansas, Texas und Missouri gebildet. Der drastische Anstieg der unkonventionellen Erdöl- und Erdgasförderung in den USA seit dem Jahr 2000 hat zu einem Anstieg in der Nachfrage und damit zu einer Ausweitung des Abbaus entsprechender Sande geführt, vor allem in den Bundesstaaten Wisconsin und Minnesota.

## Fördermengen und sonstige Vorkommen

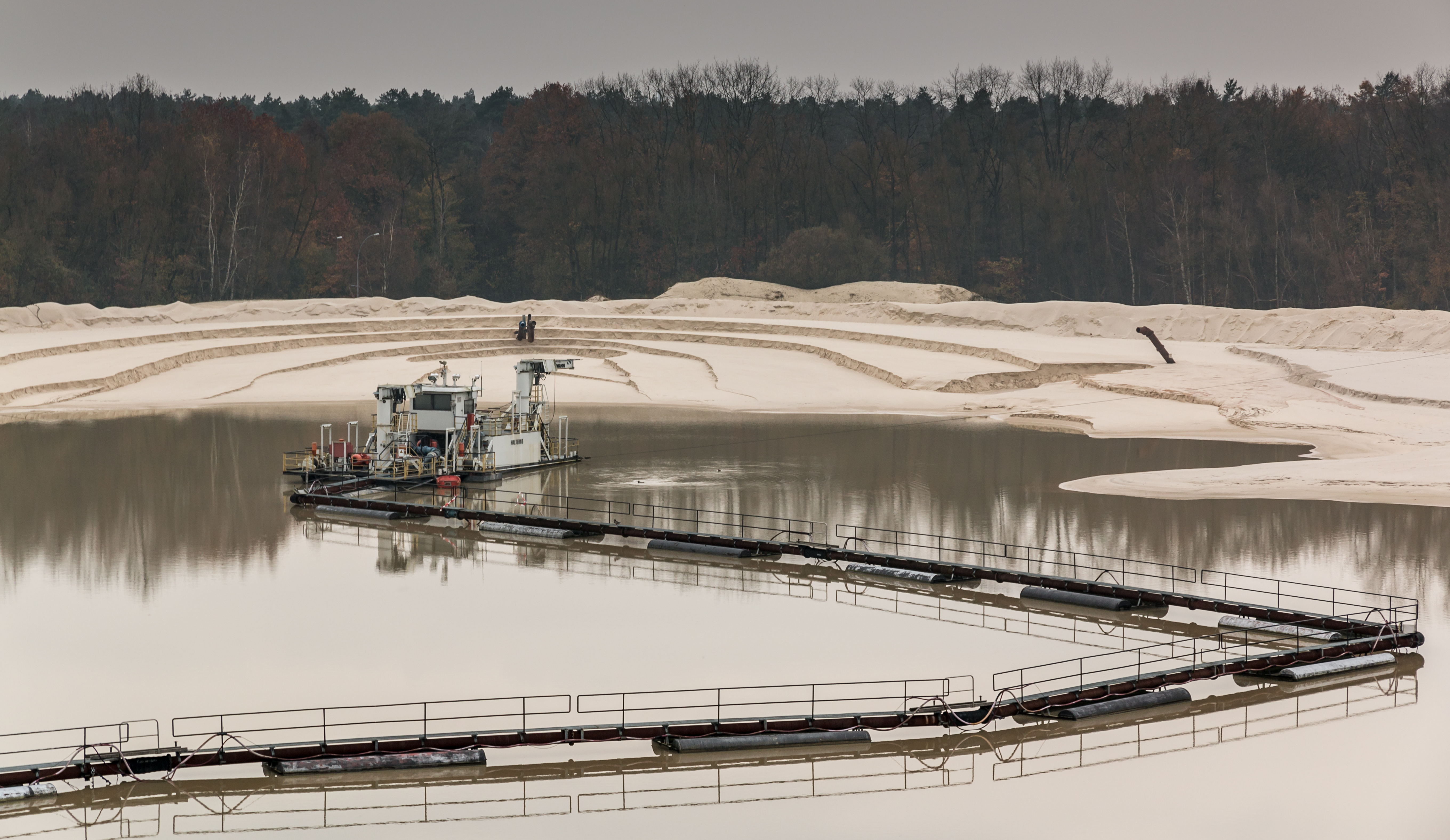
Quarzsandabbau mittels Saugbagger in Haltern am See

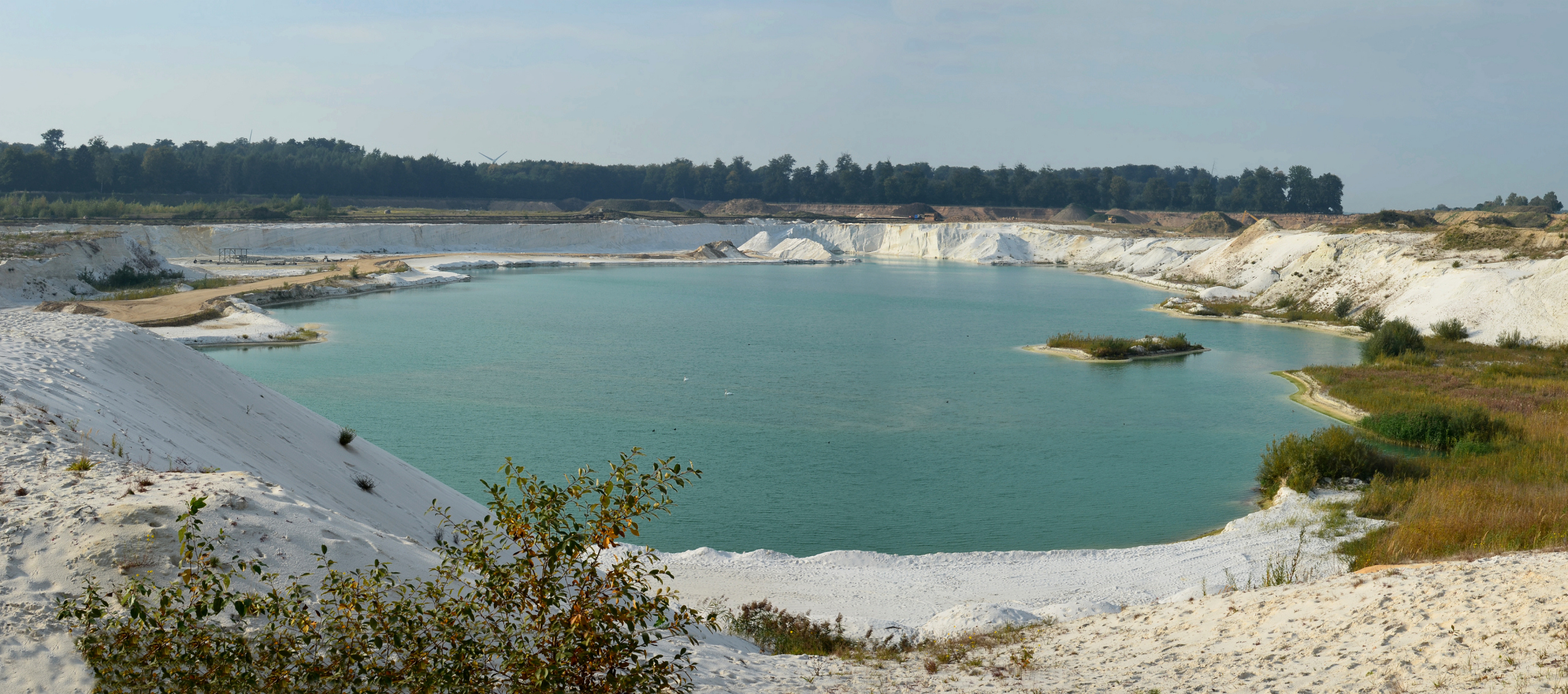
Quarzsandabbau in Uhry

Die weltweiten Quarzsandreserven werden als praktisch unbegrenzt angegeben. Sehr große Vorkommen gibt es in weiten Teilen Europas. Die Weltförderung im Jahr 2013 betrug 142 Mio. Tonnen.
In Deutschland betrug die Jahresförderung an (reinem) Quarzsand 2014 nach Angaben des Bundesverbandes Mineralische Rohstoffe (MIRO) 10,4 Mio. Tonnen. Davon sind fast 2 Mio. Tonnen exportiert worden, wobei mehr als drei Viertel (77 %) des Exports in die Benelux-Länder ging. Der Quarzsand wird überwiegend durch Abbau von geologisch relativ jungen oder sehr jungen Lockersedimenten gewonnen, unter anderem in Uhry (südliches Niedersachsen) oder in Haltern am See (Münsterland). Teilweise fällt er jedoch auch als Nebenprodukt des Abbaus und der Aufbereitung von kaolinhaltigem Sandstein an, beispielsweise im Mittleren Buntsandstein der Oberpfalz (siehe → Monte Kaolino). Eines der bedeutendsten quarzsandfördernden Unternehmen Deutschlands ist die Quarzwerke Gruppe mit Hauptsitz in Frechen.
In Österreich wird Quarzsand überwiegend aus tertiärzeitlichen Ablagerungen am Südrand der Böhmischen Masse gewonnen. Diese Vorkommen sind unter den Bezeichnungen Linzer Sande und Melker Sande bekannt. Die durchschnittliche jährliche Fördermenge an Quarzsand in Österreich beträgt rund 1 Mio. Tonnen.